# Шампьон, Оноре
Оноре Шампьон (фр. Honoré Champion; 13 января 1846, Париж — 8 апреля 1913, Париж) — французский издатель.

## Биография
Учился в парижском Лицее Тюрго. В возрасте 13 лет поступил учеником продавца в книжную лавку. В 1874 году основал собственную книготорговую и издательскую фирму. 
За почти сорок лет руководства издателем осуществил ряд важных издательских проектов, особенно в научной сфере. В частности, опубликовал монографию Симеона Люса «Жанна д’Арк в Домреми» (1887), «Лингвистический атлас Франции» Ж. Жильерона (1902—1910); с 1905 года выступал как официальный издатель историко-филологического отделения Практической школы высших исследований. 
Издавал также ряд научных журналов и редактируемый Леопольдом Делилем бюллетень новых поступлений Национальной библиотеки Франции. Дружил с Анатолем Франсом и Морисом Барресом.
В 1872 году стал одним из учредителей Общества истории Парижа.
Сыновья — историк Пьер Шампьон и литературовед и издатель Эдуар Шампьон.
Имя Шампьона носит площадь (фр. Square Honoré-Champion) в Париже.